# Röstånga
Röstånga es un pequeño pueblo de Suecia en el municipio de Svalöv. Tiene una población de 839 hab. en 2010.
Röstånga es la entrada al Parque Nacional de Söderåsen. 
También es la entrada a Skäralid, ubicado a 5 km al norte.